# Beschäftigung (Kostenrechnung)
Beschäftigung (oder Kapazitätsauslastung, Ausbringung, Ausbringungsmenge; englisch capacity utilization) ist in der Kosten- und Erlösrechnung von Unternehmen eine Kosteneinflussgröße, die den Umfang der genutzten Kapazität in einem bestimmten Zeitraum angibt.

## Allgemeines
Ein Unternehmer muss messen können, wie seine Produktionsfaktoren durch die tatsächliche Produktion ausgelastet werden. Das betrifft insbesondere die Faktoren Arbeit und die Produktionsmaschinen. Bei der Beschäftigung handelt es sich um eine unternehmensinterne betriebswirtschaftliche Kennzahl, die meist nicht veröffentlicht wird. Mit Hilfe des Beschäftigungsgrades könnte man auslastungsbezogene Betriebsvergleiche durchführen. Bezugsgrößen der Beschäftigung können die Anzahl der hergestellten Produkte pro Zeitspanne, der Ausstoß an Getränken oder die Anzahl der geleisteten Arbeitsstunden sein.
Konrad Mellerowicz unterschied 1954 noch zwischen Beschäftigungsgrad und Kapazitätsauslastungsgrad, weil ersterer zeitbezogen und letzterer leistungsbezogen sei. Daraus folge, dass sich Schwankungen der Intensität auf den Beschäftigungsgrad, nicht aber auf den Kapazitätsauslastungsgrad auswirkten. Zudem ist er der Auffassung, dass sich der Kapazitätsauslastungsgrad nur auf „produktive“ Abteilungen eines Unternehmens beziehe, während der Beschäftigungsgrad für das Gesamtunternehmen ermittelt werden könne.
Der Kapazitätsauslastungsgrad ergibt sich nach Mellerowicz mithin aus
{\displaystyle {\text{Kapazitätsauslastungsgrad}}\cong {\text{Beschäftigungsgrad}}\cdot {\text{Leistungsgrad}}}
Im Leistungsgrad werden die quantitativen Intensitätsschwankungen berücksichtigt.

## Beschäftigungsgrad
Heute wird nicht mehr zwischen Beschäftigungs- und Kapazitätsauslastungsgrad unterschieden. Der Beschäftigungsgrad ist das Produkt aus Zeitgrad und Lastgrad. Der Zeitgrad gibt an, wie lange während der theoretisch möglichen Produktionszeit tatsächlich produziert worden ist:
{\displaystyle {\text{Zeitgrad}}\cong {\frac {\text{effektive Fertigungszeit}}{\text{Kalenderzeit}}}\cdot 100\,\%}
Der Lastgrad ist das Verhältnis zwischen der Ist-Leistung je Zeitspanne zur Soll-Leistung je Zeitspanne:
{\displaystyle {\text{Lastgrad}}\cong {\frac {\text{Ist-Leistung}}{\text{Soll-Leistung}}}\cdot 100\,\%}
Daraus ergibt sich die Formel für den Beschäftigungsgrad:
{\displaystyle {\text{Beschäftigungsgrad}}\cong {\text{Zeitgrad}}\cdot {\text{Lastgrad}}\cdot 100\,\%}
oder vereinfacht:
{\displaystyle {\text{Beschäftigungsgrad}}\cong {\frac {\text{Ausbringungsmenge}}{\text{Kapazität}}}\cdot 100\,\%}
Der Beschäftigungsgrad drückt die relative Kapazitätsauslastung eines Unternehmens in einem bestimmten Zeitraum aus. Beispielsweise ist der Beschäftigungsgrad allgemein im Personentransport und Frachtgut-Transport durch die feststehende Anzahl der Sitze und die transportierbare Frachtmenge und speziell in der zivilen Luftfahrt für jeden Flugzeugtyp ermittelbar. So veröffentlicht die IATA als Dachverband der Fluggesellschaften die Auslastungen einzelner Airlines und unterscheidet dabei zwei betriebswirtschaftliche Kennzahlen zur Kapazitätsauslastung, und zwar den Sitzladefaktor (Passagierluftfahrt) und den Nutzladefaktor (Luftfracht). Auf dieser Grundlage berichtet die Lufthansa in ihrem Geschäftsbericht für 2015, dass ihr Sitzladefaktor (Sitzkilometer, also Absatzmengen) bei 80,4 % lag und sie mit 66,3 % Nutzladefaktor (Tonnen-Kilometer) Europas führende Frachtfluggesellschaft sei. Daraus ergibt sich auch, dass die Lufthansa weltweit noch rund 19 % bzw. 33 % Marktpotenziale wegen nicht ausgelasteter Kapazitäten besitzt.

## Unterbeschäftigung, Normalbeschäftigung und Vollbeschäftigung
Die relative Kapazitätsauslastung ermöglicht eine Aussage darüber, ob ein Unternehmen unterausgelastet, normal ausgelastet oder vollausgelastet ist. Die entsprechenden Begriffe Unterbeschäftigung oder Vollbeschäftigung haben in der Volkswirtschaftslehre (Arbeitsmarktpolitik) einen identischen Inhalt und werden dort häufiger verwendet. Unterbeschäftigung ist ein Beschäftigungsgrad, bei dem das vorhandene Arbeitnehmerpotenzial nicht voll beschäftigt ist; das gilt auch für Maschinen. Kurzarbeit ist ein typisches Merkmal unterbeschäftigter Betriebe. Ein Beschäftigungsgrad von 100 % ist nur bei einem völlig störungsfreien Produktionsprozess möglich; doch ist zu bedenken, dass betriebliche Engpässe meist einen 100%igen Beschäftigungsgrad verhindern. Eine Unterauslastung liegt bei < 50 % der Kapazität vor, eine Normalauslastung liegt zwischen > 50 % und < 80 %, während von einer Vollauslastung bei > 80 % der Kapazität gesprochen werden kann.
Als Normalbeschäftigung ist für Zwecke der Standardkosten diejenige Beschäftigung anzusehen, die unter Berücksichtigung bestehender Engpässe und unvermeidbarer Betriebsstörungen erreicht werden kann.

## Beschäftigungsschwankungen und Kostenverlauf
Die betriebliche Kapazitätsausnutzung ist nicht immer konstant, sondern nachfrage- und produktionsbedingten Schwankungen unterworfen. Erich Gutenberg verdeutlichte, dass es Kostenarten gibt, die mit der Beschäftigung des Betriebes variieren und Kosten, die sich Beschäftigungsschwankungen gegenüber indifferent verhalten. Beschäftigungsabhängige Kosten heißen entsprechend variable Kosten, die bei Beschäftigungsschwankungen unverändert bleibenden Kosten sind die Fixkosten.
Nicht in jeder betrieblichen Beschäftigungsphase werden Gewinne erwirtschaftet; verlustbringend ist meist die Unterbeschäftigung. Steigt der Beschäftigungsgrad weiter an, wird die Gewinnschwelle erreicht. Dieser kritische Beschäftigungsgrad (break even-Punkt; „kritische Menge“) ist jener Beschäftigungsgrad, bei dem erstmals Gewinne erzielt werden. Die Höhe des kritischen Beschäftigungsgrads hängt insbesondere von der Unternehmensart, seiner Produktionstiefe und seiner Finanzierungsstruktur ab. Fixkostenintensive oder kapitalintensive Unternehmen weisen meist einen hohen kritischen Beschäftigungsgrad auf, während vorratsintensive oder eigenkapitalintensive Unternehmen einen vergleichsweise niedriger liegenden kritischen Beschäftigungsgrad besitzen. Die erstere Gruppe benötigt zur Erreichung des Break-even-Punkts eine stets hohe Kapazitätsauslastung und besitzt deshalb mehr Beschäftigungsrisiken als die zweite Gruppe; das ist die Hebelwirkung des „operating leverage“. Durch Überschreiten der Gewinnschwelle verteilen sich die Fixkosten auf eine größere Stückzahl, wodurch die Stückkosten sinken und die Gewinne steigen (Fixkostendegression).
Bei rückläufiger Beschäftigung ergibt sich hingegen das Problem, dass die konstant bleibenden fixen Gemeinkosten bei der Verteilung auf die Kostenträger überhöht sind, so dass nur die einer durchschnittlichen Beschäftigung entsprechenden Teile der Gemeinkosten verrechnet werden dürfen. Hiermit verbunden ist ein Verhalten der Kosten, das Kostenremanenz genannt wird. Remanente Kosten gehen bei einem Beschäftigungsrückgang nicht proportional mit diesem zurück.
Die in Höhe der Unterbeschäftigung anfallenden Gemeinkosten heißen innerhalb der Prozesskostenrechnung Leerkosten, während die auf die Beschäftigung entfallenden Gemeinkosten als Nutzkosten bezeichnet werden. Ein unter Unterbeschäftigung leidendes Unternehmen wird geneigt sein, seine Leistungen am Markt unter Preis anzubieten, solange dadurch noch Deckungsbeiträge der Fixkosten erwirtschaftet werden.

## Reagibilitätsgrad
Der Reagibilitätsgrad gibt das Verhältnis einer prozentualen Kostenänderung zur prozentualen Beschäftigungsänderung an:
{\displaystyle {\text{Reagibilitätsgrad}}\cong {\frac {\text{prozentuale Kostenänderung}}{\text{prozentuale Beschäftigungsänderung}}}}
Der ermittelte Reagibilitätsgrad gibt Auskunft über die Eigenschaften des Kostenverlaufs. Ein  Reagibilitätsgrad {\displaystyle R=1} zeigt einen proportionalen Kostenverlauf an, denn Kosten und Beschäftigung ändern sich im selben Verhältnis zueinander. {\displaystyle R<1} zeigt einen degressiven Kostenverlauf, {\displaystyle R>1} einen progressiven Kostenverlauf.